# John Paul Getty II

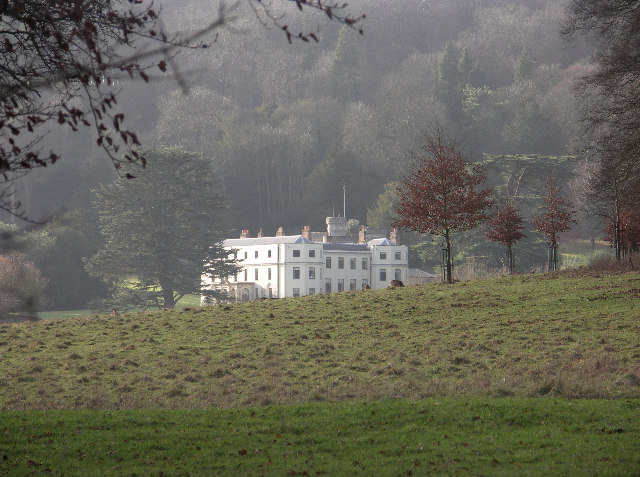
Wormsley House im Wormsley Park in den Chiltern Hills bei Oxfordshire, hier errichtete John Paul Getty II 1984 eine Bibliothek

Sir John Paul Getty II, KBE (* 7. September 1932 bei Genua; † 17. April 2003 in London) war ein in Italien geborener britisch-US-amerikanischer Milliardär.

## Leben
John Paul Getty II. wurde als dritter von fünf Söhnen von Öl-Tycoon J. Paul Getty (1892–1976) und dessen vierter Ehefrau Ann Rork geboren.
Nach seinem Studium in San Francisco übernahm er die Leitung der Firma Getty Oil in Rom. Nach sechs Jahren trat er wieder aus dem Unternehmen aus und machte mit ausschweifendem Partyleben und Drogenkonsum von sich reden.
Nach seiner Heirat mit der Schauspielerin Talitha Pol im Jahr 1966 tauchte das Paar in die Gegenkultur der 1960er Jahre ein und lebte in Rom und Marrakesch. Während einer Reise nach Thailand wurde das Paar schwer heroinabhängig. Als Getty Sr., der jede Art von Drogenkonsum verabscheute, von der Sucht seines Sohnes erfuhr, bestand er darauf, dass dieser nüchtern wurde. Paul Jr. weigerte sich und reichte seine Kündigung bei Getty Oil Italiana ein. Das Paar lebte von seinen Einkünften aus dem Familientrust, die sich auf 100.000 Dollar pro Jahr beliefen. 1969 trennten sich Paul und Talitha, als sie beschloss, mit dem Drogenkonsum aufzuhören.
Nachdem sie einige Zeit getrennt gelebt hatten, bat Talitha, die zu diesem Zeitpunkt nüchtern war, Paul jr. Mitte 1971 um die Scheidung. Da er seine Frau immer noch liebte, bestand er darauf, dass sie nach Rom kam und sich um eine Versöhnung bemühte. Als ihr Anwalt ihr riet, dass das Scheidungsverfahren einfacher wäre, wenn sie nachweisen könnte, dass sie sich mit Paul versöhnt hatte, reiste sie am 9. Juli nach Rom. Am Morgen des 11. Juli 1971 wurde sie tot in der Getty-Wohnung an der Piazza d’Aracoeli aufgefunden. Die Autopsie ergab, dass sie Alkohol und Barbiturate zu sich genommen hatte, aber es kamen Gerüchte auf, dass sie einen Heroinrückfall erlitten hatte, während sie Zeit mit Getty verbrachte, der immer noch in seine Sucht verstrickt war.
Im Dezember 1971 kündigten die italienischen Behörden an, dass im darauf folgenden März eine Untersuchung zu Talithas Tod stattfinden würde. Sie forderten Getty auf, sich mit den Ermittlern zu treffen, um die Umstände ihres Todes zu schildern. Aus Angst, wegen seiner eigenen Drogensucht angeklagt und möglicherweise inhaftiert zu werden, reiste Getty nach England ab und ignorierte eine spätere Aufforderung eines italienischen Richters, für die Untersuchung nach Italien zurückzukehren. Weder ein Haftbefehl noch ein Auslieferungsersuchen wurde jemals ausgestellt, da Getty nicht als Verdächtiger im Zusammenhang mit Talithas Tod galt, aber er kehrte aus Angst vor einer Verhaftung nie wieder nach Italien zurück.
Nach dem Tod seiner zweiten Frau zog sich Getty eine Zeit lang zurück, und seine Heroinsucht verschlimmerte sich, angeheizt durch die Schuldgefühle wegen des Todes seiner Frau.
Am 10. Juli 1973 entführten ’Ndrangheta-Kidnapper in Rom Gettys 16-jährigen Sohn John Paul Getty III und verlangten 17 Millionen Dollar (2025: ca. 120 Millionen US-Dollar) für seine sichere Rückkehr. Die Familie vermutete jedoch einen Trick des rebellischen Teenagers, um Geld von seinem geizigen Großvater zu erpressen. Getty II bat seinen Vater J. Paul Getty um das Geld, wurde aber mit dem Argument abgewiesen, dass seine 13 anderen Enkelkinder ebenfalls Ziel von Entführungen werden könnten, wenn er zahlt.
Letztlich erklärte sich J. Paul Getty bereit, 2,2 Millionen Dollar zu zahlen; weitere 800.000 Dollar lieh er Getty II zu vier Prozent Zinsen. Die insgesamt 3 Millionen US-Dollar (2025: ca. 21 Millionen US-Dollar) Lösegeld wurden gezahlt und der entführte Getty III daraufhin freigelassen.
Getty II spendete 183 Millionen Dollar für wohltätige Zwecke. Für seine wohltätigen Leistungen in Großbritannien wurde er, der als das schwarze Schaf des Getty-Clans galt, 1986 mit der Ernennung zum Knight Commander of the Order of the British Empire (KBE) geehrt. Nachdem er 1997 die britische Staatsbürgerschaft angenommen hatte, durfte sich Getty II daher Sir nennen. Seine Leidenschaft für Bücher, die er seit seiner Jugendzeit sammelte, manifestierte er in einem Bibliotheksbau, der Wormsley-Bibliothek direkt neben seinem letzten Wohnsitz Wormsley House in Stokenchurch. Er war Mitglied des Roxburghe Club.
Nach Gettys Tod im Jahr 2003 wurde zur Verwaltung von Gettys Nachlass der J. Paul Getty Jr. Charitable Trust gegründet. Einer der Vorsitzenden wurde der Antiquitätenhändler Christopher Gibbs, der maßgeblichen Anteil daran hatte, dass Getty im Jahr 1985 eine Summe von 50 Millionen £ an die Londoner National Gallery spendete.

## Ehen und Kinder
In erster Ehe (1956–1964) war er mit Gail Harris verheiratet. Aus der Ehe stammen vier Kinder.
- John Paul Getty III (1956–2011) ⚭ Gisela Zacher (* 1949), geborene Schmidt
- Aileen Getty (* 1957) ⚭ Christopher Wilding (* 1955), Sohn von Elizabeth Taylor
- Mark Getty (* 1960)
- Ariadne Getty (* 1962)

In zweiter Ehe (1966–1971) war er mit dem niederländischen Model Talitha Pol (1940–1971) verheiratet.
- Tara Gabriel Galaxy Gramophone Getty (* 1968)

In dritter Ehe (1994–2003) war Getty mit der Britin Victoria Holdworth verheiratet.